# Dele Sosimi
Bamidele Olatunbosun Sosimi, connu sous le nom de Dele Sosimi, est un musicien anglais d'origine nigériane, né à Londres le 22 février 1963. Il vit et travaille à Londres.

## Biographie
Sa carrière débute avec le mythique groupe Egypt 80 de Fela Anikulapo Kuti de 1979 à 1986. Il crée alors le groupe Positive Force avec Femi Kuti, dans lequel il travaillera de 1986 à 1994. Dans ces deux groupes, à Lagos, Dele Sosimi est à la fois clavier et directeur musical chargé des arrangements ainsi que du recrutement et de la formation des nouveaux musiciens.
Basée sur l'Afrobeat, la musique de Dele est un complexe mélange de grooves funky, de musiques traditionnelles du Nigeria, de Highlife (genre originaire du Ghana), de percussions africaines soutenues par des cuivres jazzy ainsi que par des solos instrumentaux et des vocaux.
Ses prestations au clavier sont présentes dans de nombreux albums de Fela, ainsi que de Femi. Dele a également joué à plusieurs reprises avec le batteur Tony Allen.
Après la parution de son premier album Turbulent Times, il a été convié pour sélectionner les morceaux de la compilation de trois CD "Essential Afrobeat". En 2004, il coécrit et produit Calabash Volume 1: Afrobeat Poems à partir des travaux du poète afrobeat Ikwunga. Il est l'un des principaux acteurs du projet Wahala. Il joue également dans l'album closer du rappeur anglais TY. Son titre Turbulent Times a été repris en 2006 dans le cadre du projet Afrobeat Sudan Aid. Le magazine britannique Songlines a décrit l'album Identity de Dele Sosimi comme "le plus pétillant du maître de la scène afrobeat londonienne".
Dele Sosimi s'est produit entre autres au Festival de Jazz de Montreux, au Joe Zawinul's Birdland (Vienne) au Treibhaus (Innsbruck), au Paradiso (Amsterdam) et Bimhuis (Amsterdam), à l'Oerol Festival (Terschelling, Hollande), au Ollin Kan Festival (Mexico), au sommet Afrobeat de Calgary (Canada), au Sensommer Int Musikkfestival (Oslo, Norvège), au  Festival Musicas Do Mar, au Festival Art des Villes - Arts des Champs (France) & au London African Music Festival. Le Hot Club de Lyon et la Cave à Musique de Mâcon l'ont également accueilli. En novembre 2010, Dele Sosimi participe à la production londonienne de l'opera-rock Fela! en tant que consultant spécialiste de l'Afrobeat et pianiste.
Dele Sosimi enseigne et promeut l'Afrobeat dans le cadre de la fondation qu'il a créée et qui porte son nom; il est également chargé de conférences sur la musique et les médias à la London Metropolitan University.
Dele Sosimi se produit sous trois formations différentes : l'orchestre Afrobeat (quinze musiciens dont une section cuivres de cinq musiciens et des danseuses), un groupe de six à neuf musiciens (qui est le plus prisé) ou encore en trio ou quartet (avec basse et batterie/percussions).
Dele Sosimi s'entoure de musiciens dont la virtuosité donne toute sa force à son Afrobeat : Femi Elias (basse), Kunle Olofinjana (batterie), Phil Dawson (guitare), Maurizio Ravalico (percussions), Justin Thurgur (trombone), Tom Allan (trompette) & Eric Rohner (saxophone tenor).